# Équipe d'Allemagne masculine de handball
Cet article traite de l'équipe masculine. Pour l'équipe féminine, voir Équipe d'Allemagne féminine de handball.
Maillots
Dernière mise à jour : 11 août 2024.
L'équipe d'Allemagne masculine de handball représente la Fédération allemande de handball (allemand : Deutsche Handballbund, DHB) lors des compétitions internationales, notamment aux Jeux olympiques et aux championnats du monde.
Avant la réunification allemande en 1990, cette équipe évoluait en tant qu'Allemagne de l'Ouest en opposition avec l'Allemagne de l'Est, même si certaines compétitions ont été jouées sous l'égide de l'équipe unifiée d'Allemagne.

## Palmarès
| Handball à onze | Handball à sept | Handball à sept |
| Handball à onze | Compétitions principales | Autres compétitions |
| --- | --- | --- |
| - Jeux olympiques (1) - Champion : 1936 - Championnats du monde (5) - Champion : 1938 (de), 1952 (de), 1955 (de), 1959, 1966 (de) - Finaliste : 1963 (de) | - Jeux olympiques - Finaliste : 1984, 2004, 2024 - Troisième : 2016 - Championnats du monde (3) - Champion : 1938, 1978, 2007 - Finaliste : 1954, 2003 - Troisième : 1958 - Championnats d'Europe (2) - Champion : 2004, 2016 - Finaliste : 2002 - Troisième : 1998 | - Coupe du monde - Vainqueur : 1988 (de), 1999 (de) - Troisième : 2002 (de) - Supercoupe des nations - Vainqueur : 1979 (de), 1987 (de), 1998 (de), 2001 (de), 2009 (de), 2013 (de), 2015 (de) - Finaliste : 1981 (de), 1993 (de), 1995 (de), 2003 (de) - Troisième : 1985 (de), 2007 (de) - Coupe de la mer Baltique (de) - Finaliste : 1972, 1979, 1989 - Troisième : 1971, 1973, 1980, 1987 |

## Parcours détaillé
| Édition     | Rang     |
| ----------- | -------- |
| Berlin 1936 | Champion |

| Édition          | Rang          |
| ---------------- | ------------- |
| Munich 1972      | 6e place      |
| Montréal 1976    | 4e place      |
| Moscou 1980      | Non qualifié  |
| Los Angeles 1984 | Vice-champion |
| Séoul 1988       | Non qualifié  |

| Édition             | Rang          |
| ------------------- | ------------- |
| Barcelone 1992      | 10e place     |
| Atlanta 1996        | 7e place      |
| Sydney 2000         | 5e place      |
| Athènes 2004        | Vice-champion |
| Pékin 2008          | 9e place      |
| Londres 2012        | Non qualifié  |
| Rio de Janeiro 2016 | 3e place      |
| Japon 2020          | 6e place      |
| Paris 2024          | Vice-champion |
| Los Angeles 2028    | à venir       |
| Total               | 11/14         |

| Édition                     | Rang          |
| --------------------------- | ------------- |
| Allemagne 1938              | Champion      |
| Suède 1954                  | Vice-champion |
| Allemagne de l'Est 1958     | 3e place      |
| Allemagne de l'Ouest 1961   | 4e place      |
| Tchécoslovaquie 1964        | 4e place      |
| Suède 1967                  | 6e place      |
| France 1970                 | 5e place      |
| Allemagne de l'Est 1974     | 9e place      |
| Danemark 1978               | Champion      |
| Allemagne de l'Ouest 1982   | 7e place      |
| Pays-Bas B 1983             | 3e place      |
| Suisse 1986                 | 7e place      |
| Italie B 1987               | 4e place      |
| France B 1989               | 8e place      |
| Finlande C 1990             | 3e place      |
| Total (hors Mondial B et C) | 11/12         |

| Édition                   | Rang          |
| ------------------------- | ------------- |
| Suède 1993                | 6e place      |
| Islande 1995              | 4e place      |
| Japon 1997                | Non qualifié  |
| Égypte 1999               | 5e place      |
| France 2001               | 8e place      |
| Portugal 2003             | Vice-champion |
| Tunisie 2005              | 9e place      |
| Allemagne 2007            | Champion      |
| Croatie 2009              | 5e place      |
| Suède 2011                | 11e place     |
| Espagne 2013              | 5e place      |
| Qatar 2015                | 7e place      |
| France 2017               | 9e place      |
| / Allemagne/Danemark 2019 | 4e place      |
| Égypte 2021               | 12e place     |
| / Pologne/Suède 2023      | 5e place      |
| / Cro/Dan/Nor 2025        | à venir       |
| Allemagne 2027            | qualifié      |
| Total                     | 15/16         |

| Édition                  | Rang          |
| ------------------------ | ------------- |
| Portugal 1994            | 9e place      |
| Espagne 1996             | 8e place      |
| Italie 1998              | 3e place      |
| Croatie 2000             | 9e place      |
| Suède 2002               | Vice-champion |
| Slovénie 2004            | Champion      |
| Suisse 2006              | 5e place      |
| Norvège 2008             | 4e place      |
| Autriche 2010            | 10e place     |
| Serbie 2012              | 7e place      |
| Danemark 2014            | Non qualifié  |
| Pologne 2016             | Champion      |
| Croatie 2018             | 9e place      |
| / Autr/Norv/Suède 2020   | 5e place      |
| / Hongrie/Slovaquie 2022 | 7e place      |
| Allemagne 2024           | 4e place      |
| / Dan./Suède/Nor. 2026   | à venir       |
| Total                    | 15/16         |

## Effectifs

### Effectif actuel
L'effectif de l'équipe Jeux olympiques de 2024 est :

## Personnalités liées à la sélection
Ci-dessous, la liste des joueurs actuels et passés de l'équipe nationale allemande, que ce soit pour la RFA, la RDA ou l'Allemagne unifiée.

### Par nombre de sélections
| Rang | Joueur                  | Joués | Buts | Moyenne de buts | Premier match    | Dernier match      |
| ---- | ----------------------- | ----- | ---- | --------------- | ---------------- | ------------------ |
| 01   | Frank-Michael Wahl (de) | 344   | 1412 | 4,10            | ?                | ?                  |
| 02   | Klaus-Dieter Petersen   | 340   | 253  | 0,74            | 21 novembre 1989 | 19 octobre 2004    |
| 03   | Christian Schwarzer     | 319   | 966  | 3,03            | 21 novembre 1989 | 18 août 2008       |
| 04   | Volker Zerbe            | 284   | 777  | 2,74            | 30 mai 1987      | 19 octobre 2004    |
| 05   | Wieland Schmidt         | 276   | 2    | 0,01            | ?                | ?                  |
| 06   | Andreas Thiel           | 257   | 0    | 0               | 24 octobre 1980  | 3 août 1996        |
| 07   | Dietmar Schmidt         | 242   | 349  | 1,44            | ?                | ?                  |
| 08   | Stephan Hauck           | 240   | 522  | 2,17            | ?                | ?                  |
| 09   | Henning Fritz           | 235   | 0    | 0               | 4 novembre 1994  | 18 août 2008       |
| 10   | Holger Winselmann       | 234   | 483  | 2,06            | ?                | ?                  |
| 11   | Jan Holpert             | 228   | 0    | 0               | 1er avril 1990   | 26 novembre 2002   |
| 11   | Markus Baur             | 228   | 712  | 3,12            | 4 août 1994      | 27 janvier 2008    |
| 13   | Ingolf Wiegert          | 225   | 795  | 3,53            | ?                | ?                  |
| 14   | Florian Kehrmann        | 223   | 822  | 3,69            | 6 avril 1997     | 18 août 2008       |
| 15   | Carsten Lichtlein       | 220   | 1    | 0,01            | 27 novembre 2001 | 2017               |
| 16   | Stefan Kretzschmar      | 218   | 817  | 3,75            | 8 octobre 1993   | 19 octobre 2004    |
| 17   | Peter Rost              | 216   | 339  | 1,57            | ?                | ?                  |
| 18   | Reiner Ganschow         | 206   | 754  | 3,66            | ?                | ?                  |
| 19   | Oliver Roggisch         | 205   | 48   | 0,24            | 15 mars 2002     | 3 juin 2014        |
| 20   | Uwe Gensheimer          | 204   | 921  | 4,51            | 25 novembre 2005 | encore en activité |
| 20   | Silvio Heinevetter      | 204   | 3    | 0,01            | 10 juin 2006     | encore en activité |

Les joueurs en italiques sont toujours en activité. Parmi les autres joueurs à plus de 130 sélections, on trouve :
- Pascal Hens (199/565)
- Oliver Roggisch (199/48)
- Wolfgang Lakenmacher (198/422)
- Klaus Langhoff (194/171)
- Martin Schwalb (193/594)
- Wolfgang Böhme (192/538)
- Dominik Klein (187/370)
- Günter Dreibrodt (186/691)
- Jochen Fraatz (185/809)
- Daniel Stephan (183/589)
- Dominik Klein (186/370)
- Torsten Jansen (178/503)
- Johannes Bitter (175/1)
- Jürgen Hildebrandt (173/255)
- Holger Glandorf (170/583)
- Patrick Groetzki (167/403)
- Frank von Behren (167/356)
- Christian Zeitz (166/458)
- Mike Fuhrig (165/170)
- Stefan Hecker (157/0)
- Peter Pysall (155/157)
- Rüdiger Borchardt (154/689)
- Ulrich Roth (154/290)
- Horst Spengler (148/296)
- Peter Hofmann (145/0)
- Christian Ramota (144/0)
- Sebastian Preiß (143/358)
- Erhard Wunderlich (140/504)
- Herbert Lübking (139/650)
- Andreas Wolff (137/13)
- Heiner Brand (131/222)
- Bernd Roos (130/500)

### Par nombre de buts marqués
| Rang | Joueur                  | Buts | Joués | Moyenne | Premier match    | Dernier match      |
| ---- | ----------------------- | ---- | ----- | ------- | ---------------- | ------------------ |
| 01   | Frank-Michael Wahl (de) | 1412 | 344   | 4,10    | ?                | ?                  |
| 02   | Christian Schwarzer     | 965  | 318   | 3,03    | 21 novembre 1989 | 18 août 2008       |
| 03   | Uwe Gensheimer          | 921  | 204   | 4,51    | 25 novembre 2005 | encore en activité |
| 04   | Florian Kehrmann        | 822  | 223   | 3,69    | 6 avril 1997     | 18 août 2008       |
| 05   | Stefan Kretzschmar      | 817  | 218   | 3,75    | 8 octobre 1993   | 19 octobre 2004    |
| 06   | Jochen Fraatz           | 809  | 185   | 4,37    | 29 juin 1983     | ?                  |
| 07   | Ingolf Wiegert          | 795  | 225   | 3,53    | ?                | ?                  |
| 08   | Volker Zerbe            | 777  | 284   | 2,74    | 30 mai 1987      | 19 octobre 2004    |
| 09   | Reiner Ganschow         | 754  | 206   | 3,66    | ?                | ?                  |
| 10   | Markus Baur             | 712  | 228   | 3,12    | 4 août 1994      | 27 janvier 2008    |
| 11   | Günter Dreibrodt        | 691  | 186   | 3,72    | ?                | ?                  |
| 12   | Rüdiger Borchardt       | 689  | 154   | 4,47    | ?                | ?                  |
| 13   | Herbert Lübking         | 650  | 139   | 4,68    | ?                | ?                  |
| 14   | Martin Schwalb          | 594  | 193   | 3,08    | 29 juin 1983     | 7 juin 1998        |
| 15   | Daniel Stephan          | 589  | 183   | 3,22    | 14 mai 1994      | 17 novembre 2004   |
| 16   | Holger Glandorf         | 583  | 170   | 3,45    | 4 janvier 2003   | 14 juin 2014       |
| 17   | Pascal Hens             | 565  | 199   | 2,84    | 13 mars 2001     | 25 janvier 2012    |
| 18   | Wolfgang Böhme          | 538  | 192   | 2,80    | ?                | ?                  |
| 18   | Stephan Hauck           | 522  | 240   | 2,18    | ?                | ?                  |
| 19   | Erhard Wunderlich       | 504  | 140   | 3,60    | 19 novembre 1976 | 1986               |
| 20   | Torsten Jansen          | 503  | 178   | 2,83    | 19 octobre 1999  | ?                  |

### Entraîneurs
- Carl Schelenz : du 1er janvier 1925 au 31 décembre 1933
- Otto-Günther Kaundinya : du 1er janvier 1934 au 9 juin 1940
- Carl Schelenz : du 9 juin 1940 au 18 octobre 1942
- Fritz Fromm : du 1er janvier 1951 au 30 juin 1955
- Werner Vick : du 1er juillet 1955 au 30 septembre 1972
- Horst Käsler : du 1er octobre 1972 au 30 juin 1974
- Vlado Stenzel (de) : du 1er juillet 1974 au 20 avril 1982
- Simion Schobel : du 21 avril 1982 au 6 mars 1987
- Petre Ivănescu : du 7 mars 1987 au 28 février 1989
- Horst Bredemeier : du 1er mars 1989 au 7 août 1992
- Armin Emrich : du 8 août 1992 au 31 mai 1993
- Arno Ehret : du 1er juin 1993 au 31 décembre 1996
- Heiner Brand : du 1er janvier 1997 au 5 juillet 2011. Avec son homologue russe Vladimir Maksimov, il est le seul à avoir été champion du monde en tant que joueur (1978), puis en tant qu'entraîneur (2007), dans cette discipline. Le Français Didier Dinart les a ensuite rejoints dans ce cercle fermé.
- Martin Heuberger : du 5 juillet 2011 au 30 juin 2014. Adjoint d'Heiner Brand à partir de 2004, il participe au titre de 2007 et devient entraîneur principal en juillet 2011. Après la non-qualification pour le Euro 2014 et son contrat arrivant à expiration en juin 2014, il n'est pas renouvelé.
- Dagur Sigurðsson : du 12 août 2014 au 1er juillet 2017. International islandais (215 sélections - 397 buts), il devient entraîneur en 2000 au Japon (Hiroshima) puis au Bregenz Handball (2003-2010) et enfin au Füchse Berlin depuis 2009. Élu entraîneur de l'année 2011 en Bundesliga, il est nommé sélectionneur de l'équipe nationale mais conserve également son poste d'entraîneur du club berlinois jusqu'à l'été 2015. Il est l'un des principaux artisans du renouveau allemand avec la victoire à l'Euro 2016 puis la médaille de bronze remportée aux JO 2016.
- Christian Prokop (de) : du 1er juillet 2017 au 6 février 2020
- Alfreð Gíslason : depuis le 7 février 2020

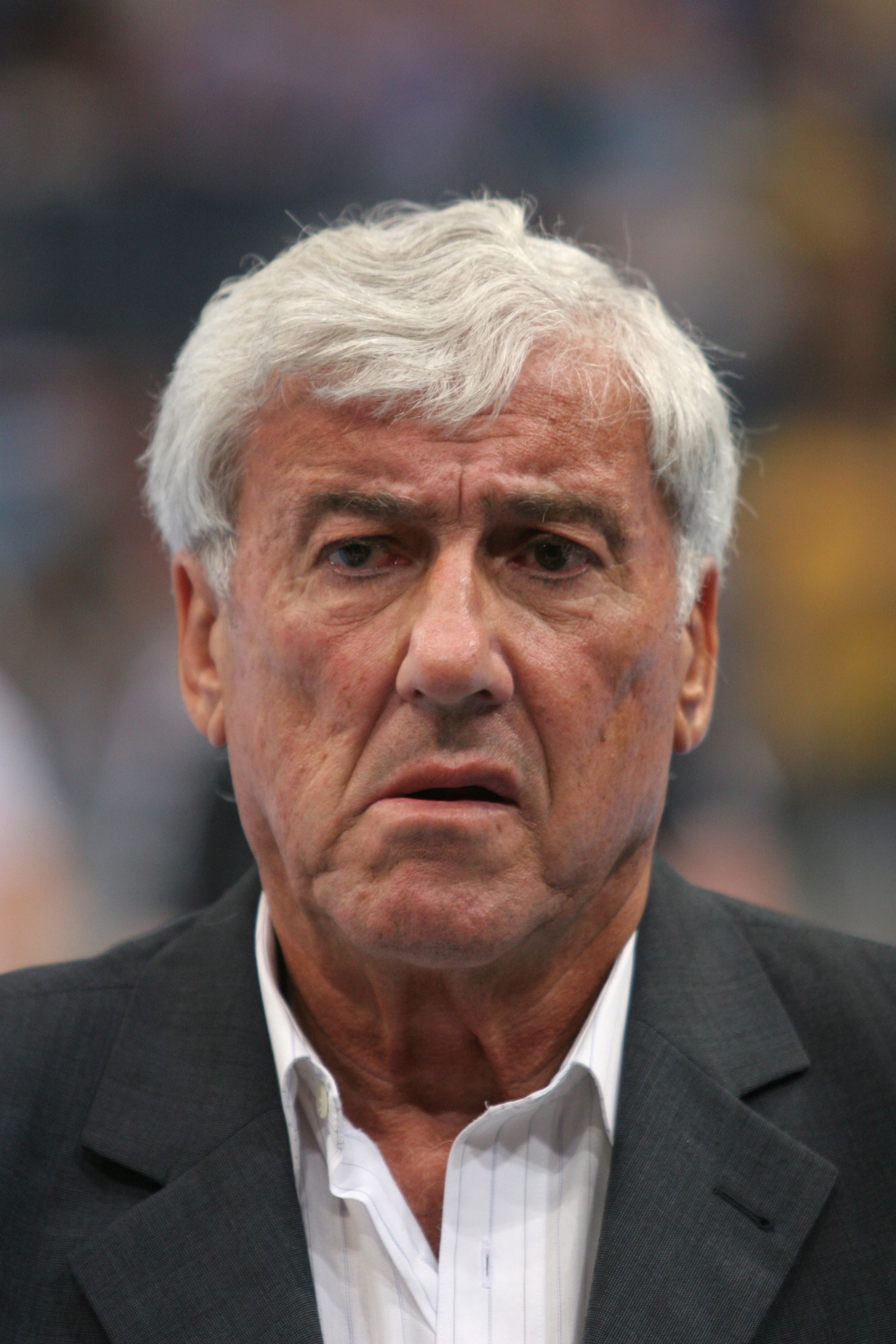
Petre Ivănescu
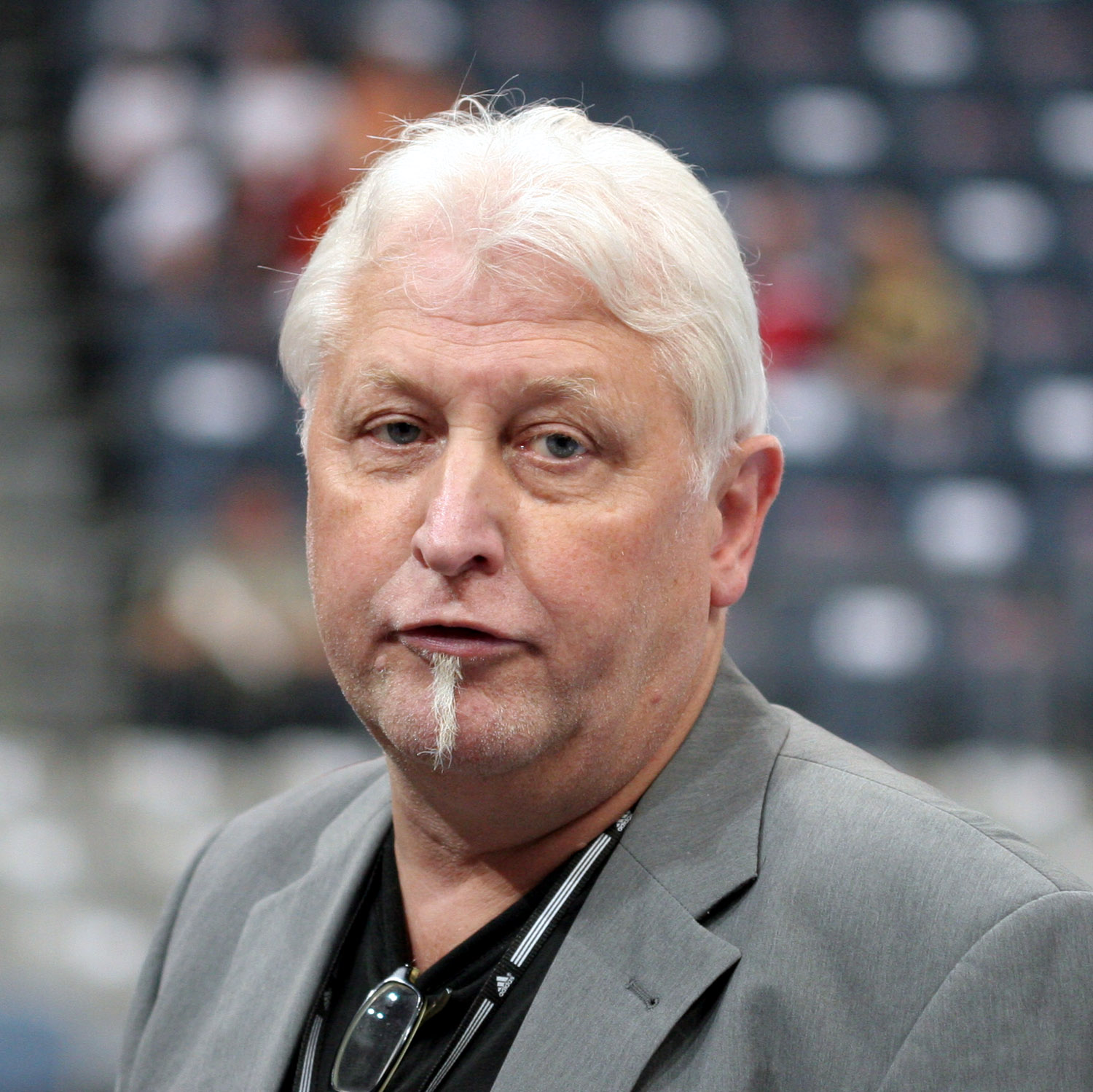
Horst Bredemeier
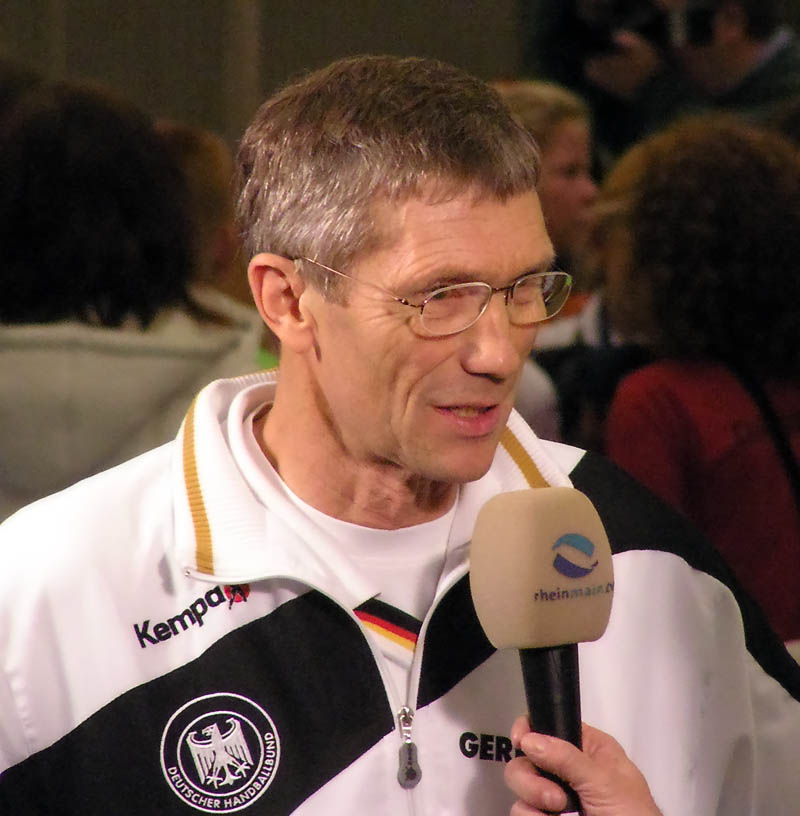
Armin Emrich
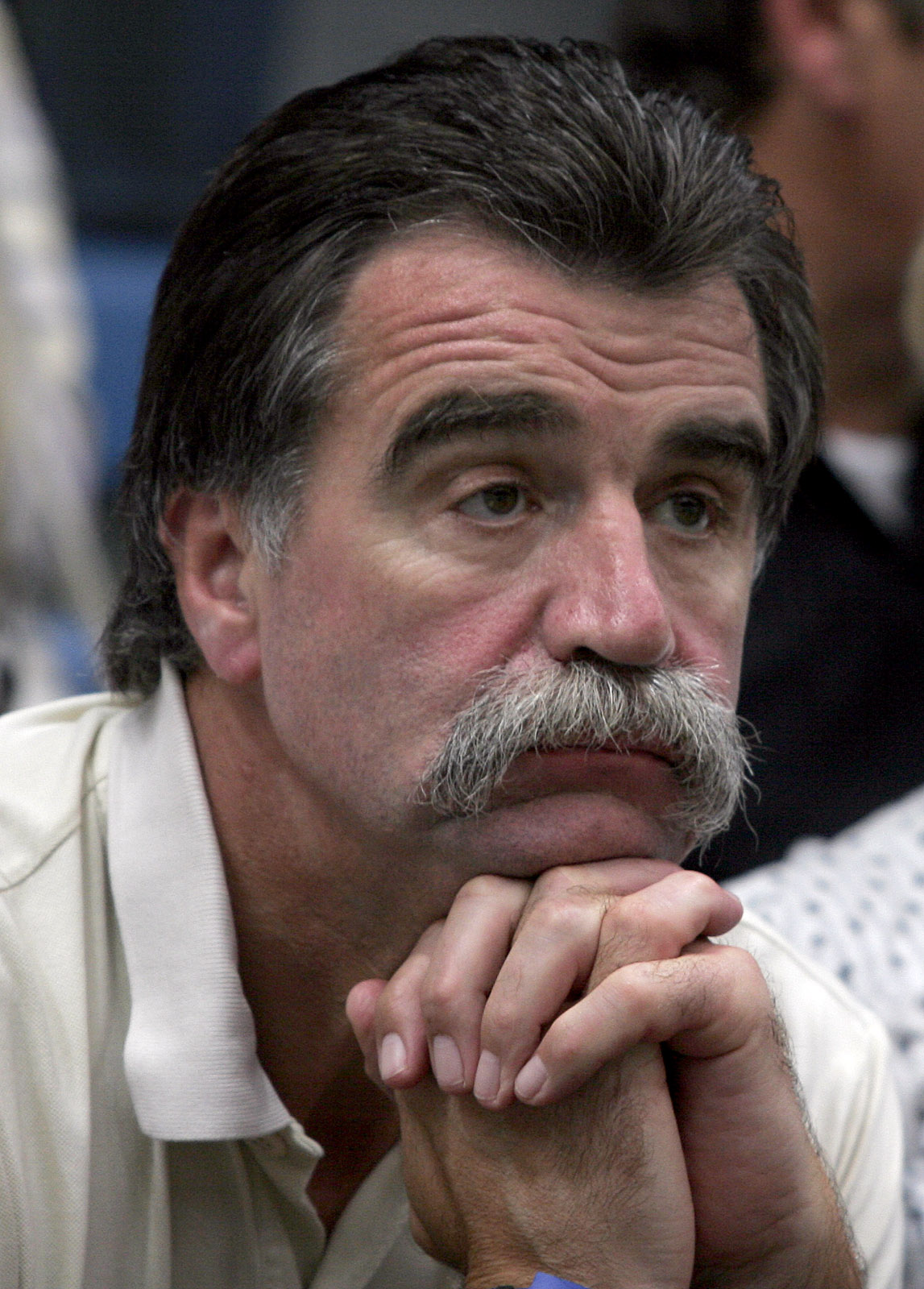
Heiner Brand
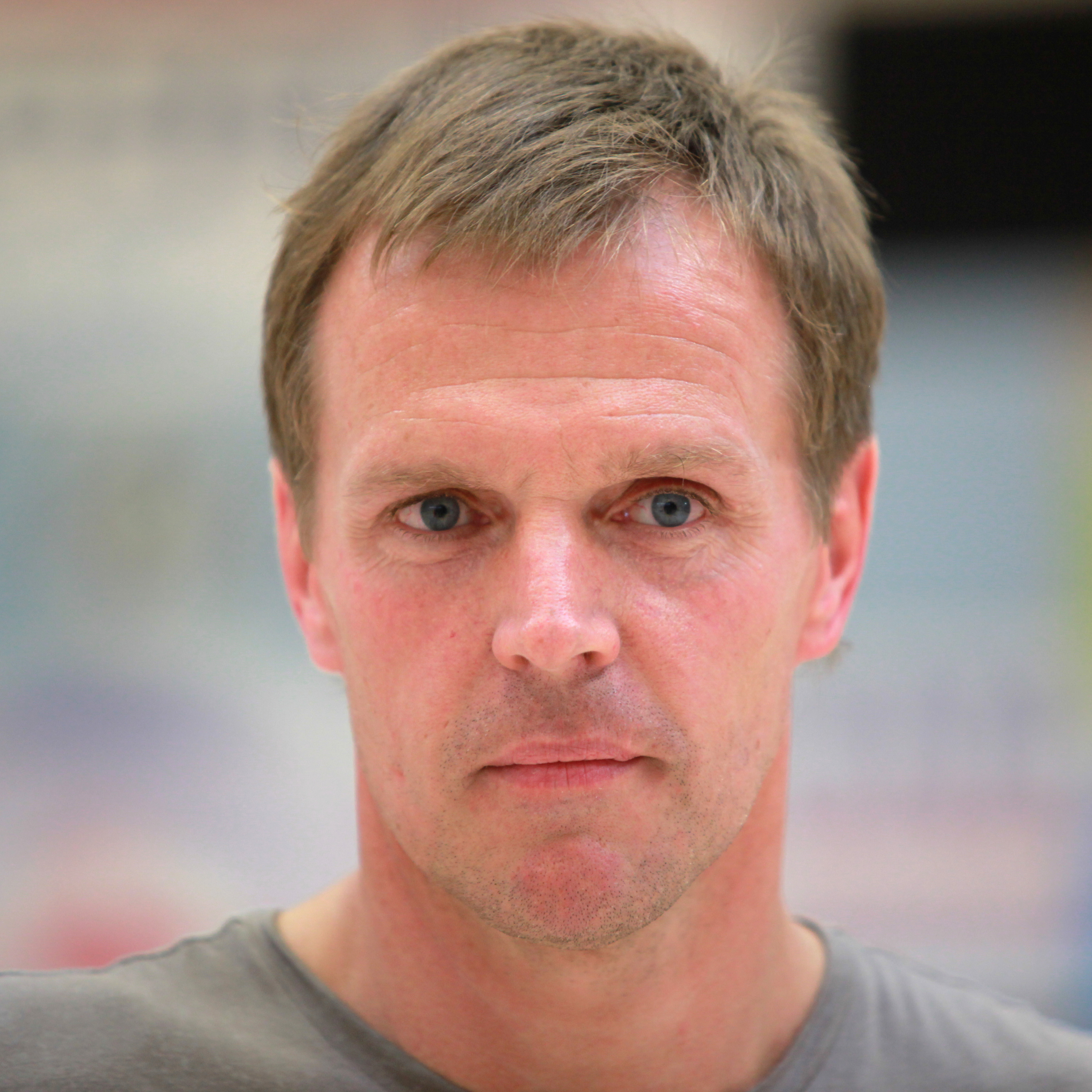
Martin Heuberger
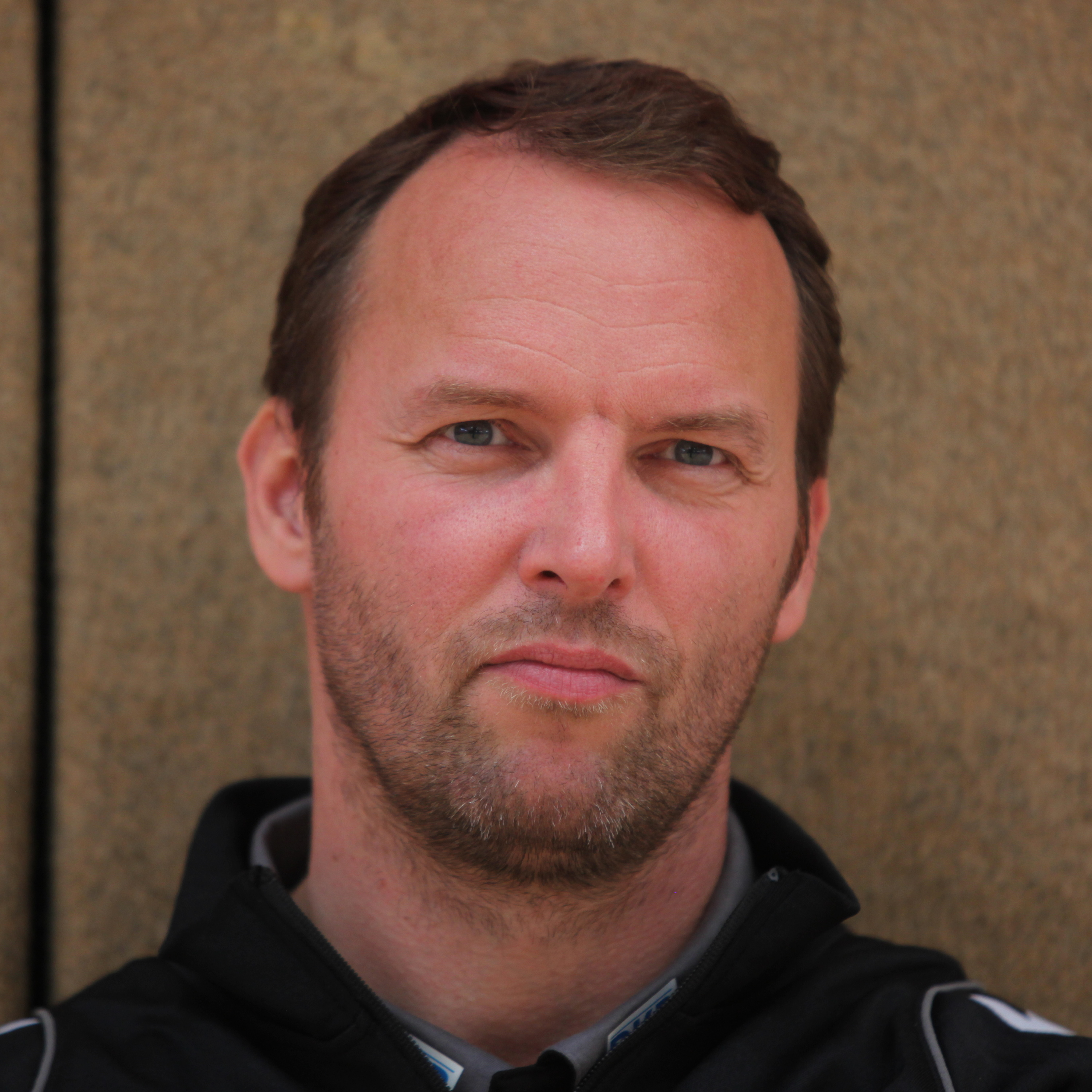
Dagur Sigurðsson
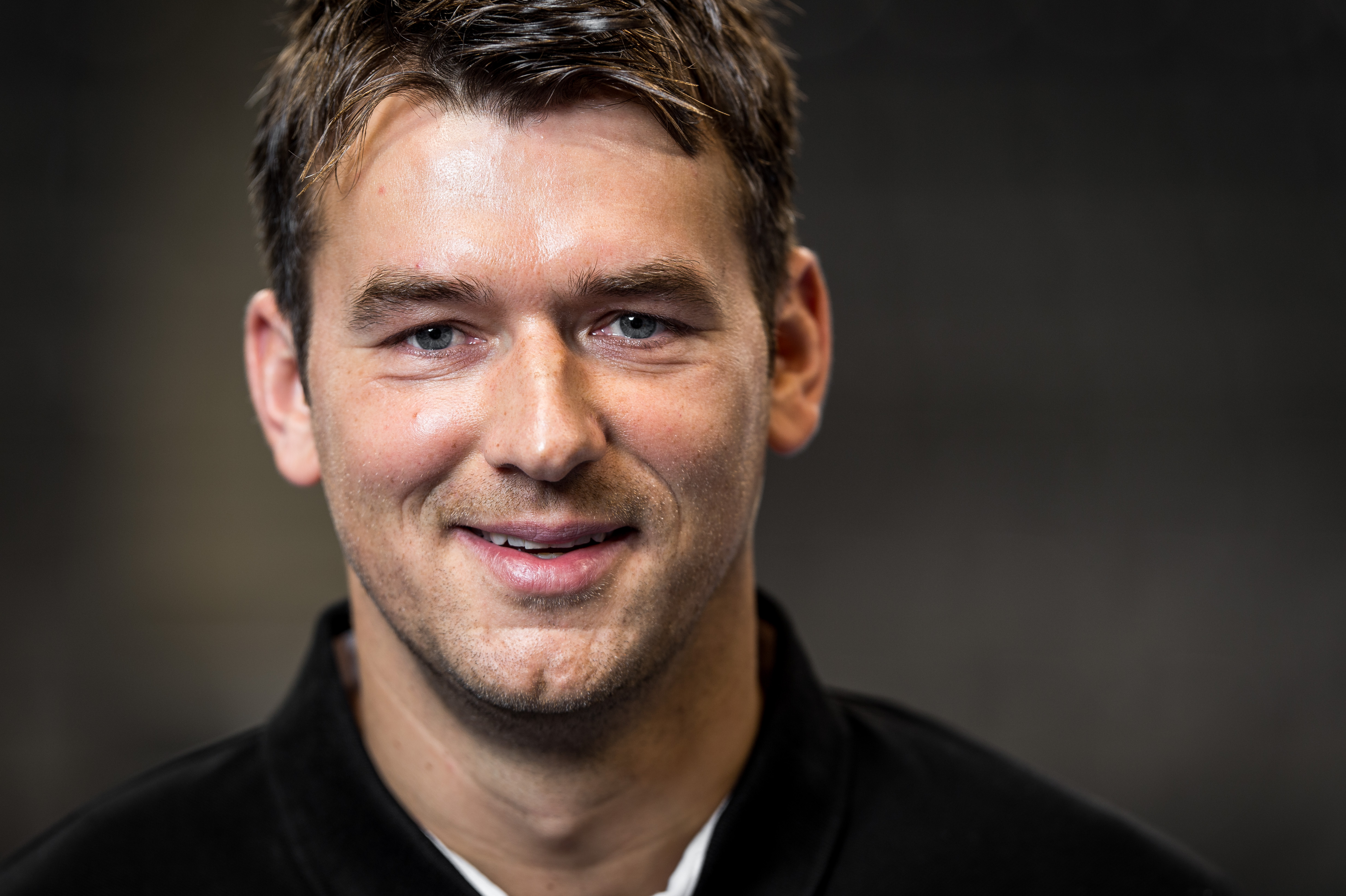
Christian Prokop
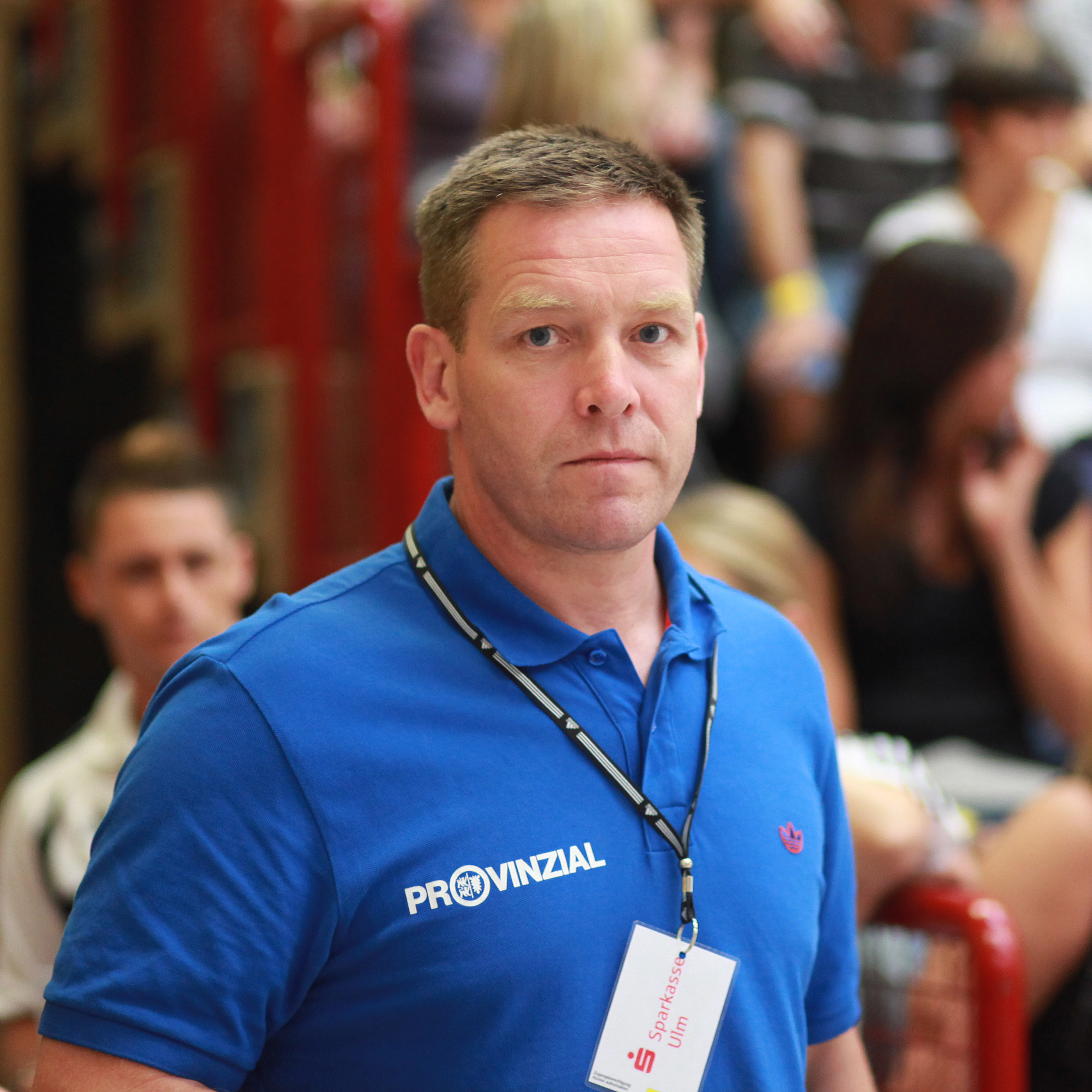
Alfreð Gíslason

## Confrontations contre la France
| Date        | Rencontres | Victoires | Nuls | Défaites | Buts pour | Buts contre | Différence |
| ----------- | ---------- | --------- | ---- | -------- | --------- | ----------- | ---------- |
| 7 août 2024 | 57         | 28        | 7    | 22       | 1436      | 1397        | +39        |

Voir aussi Liste des matchs contre l'Allemagne de l'Est et contre l'Allemagne de l'Ouest.

## Divers
- Premier match : Allemagne 13 - 0 Danemark, 5 février 1938
- Plus large victoire : RFA 46 - 4 Luxembourg, 27 février 1958
- Plus large défaite : Allemagne 10 - 28 Suède, 6 janvier 1942

## Galerie

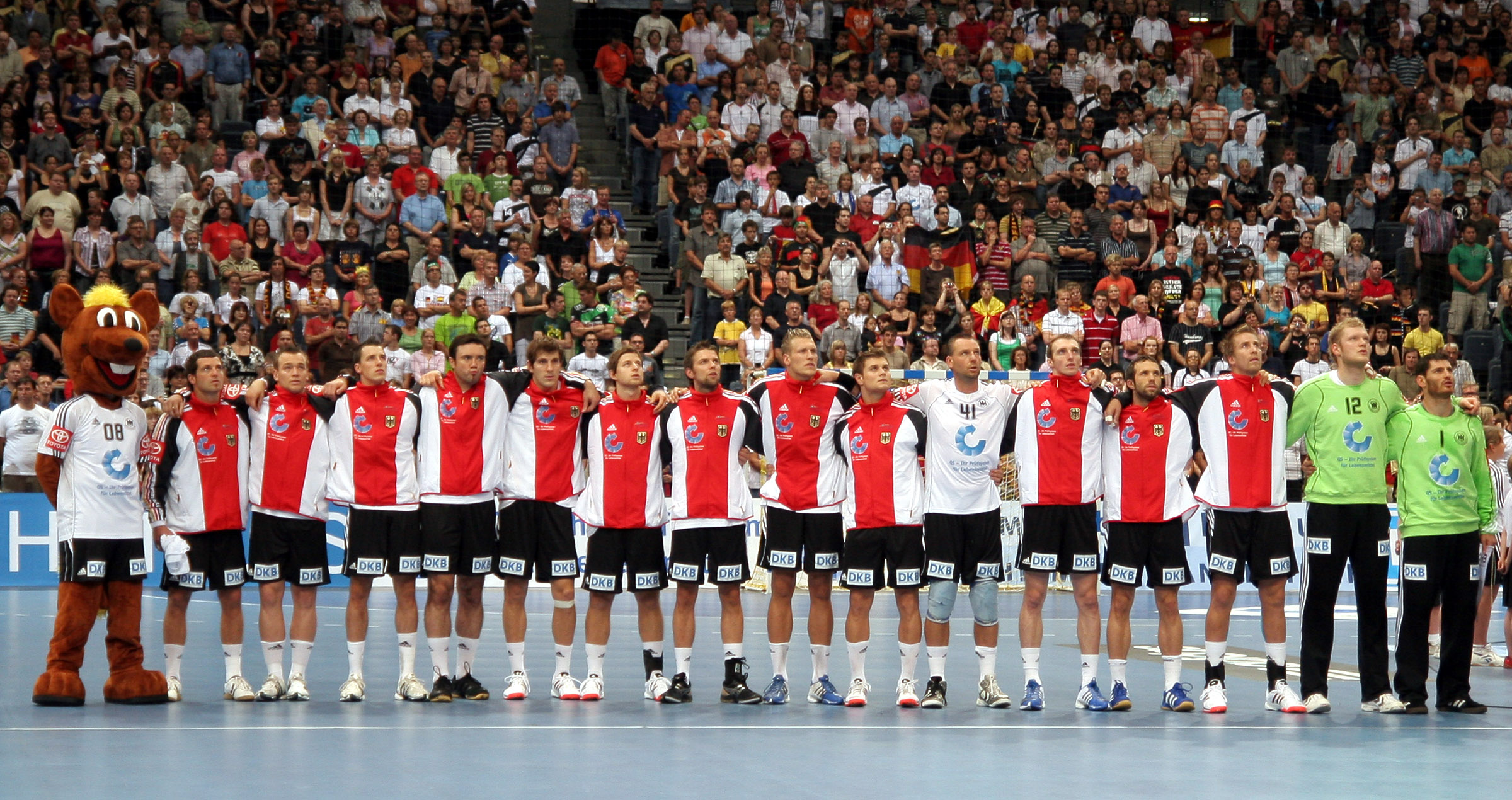
2008
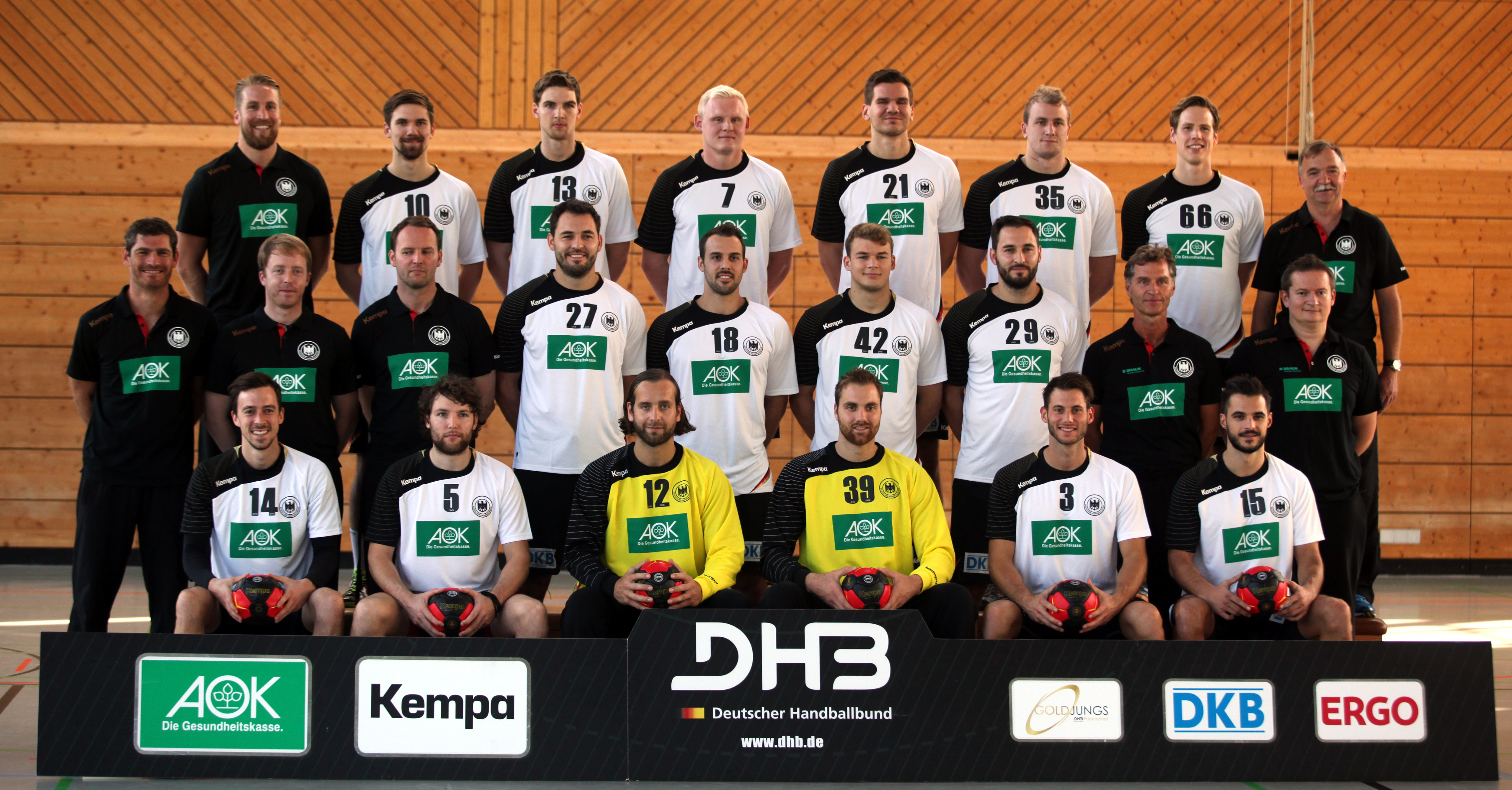
2014
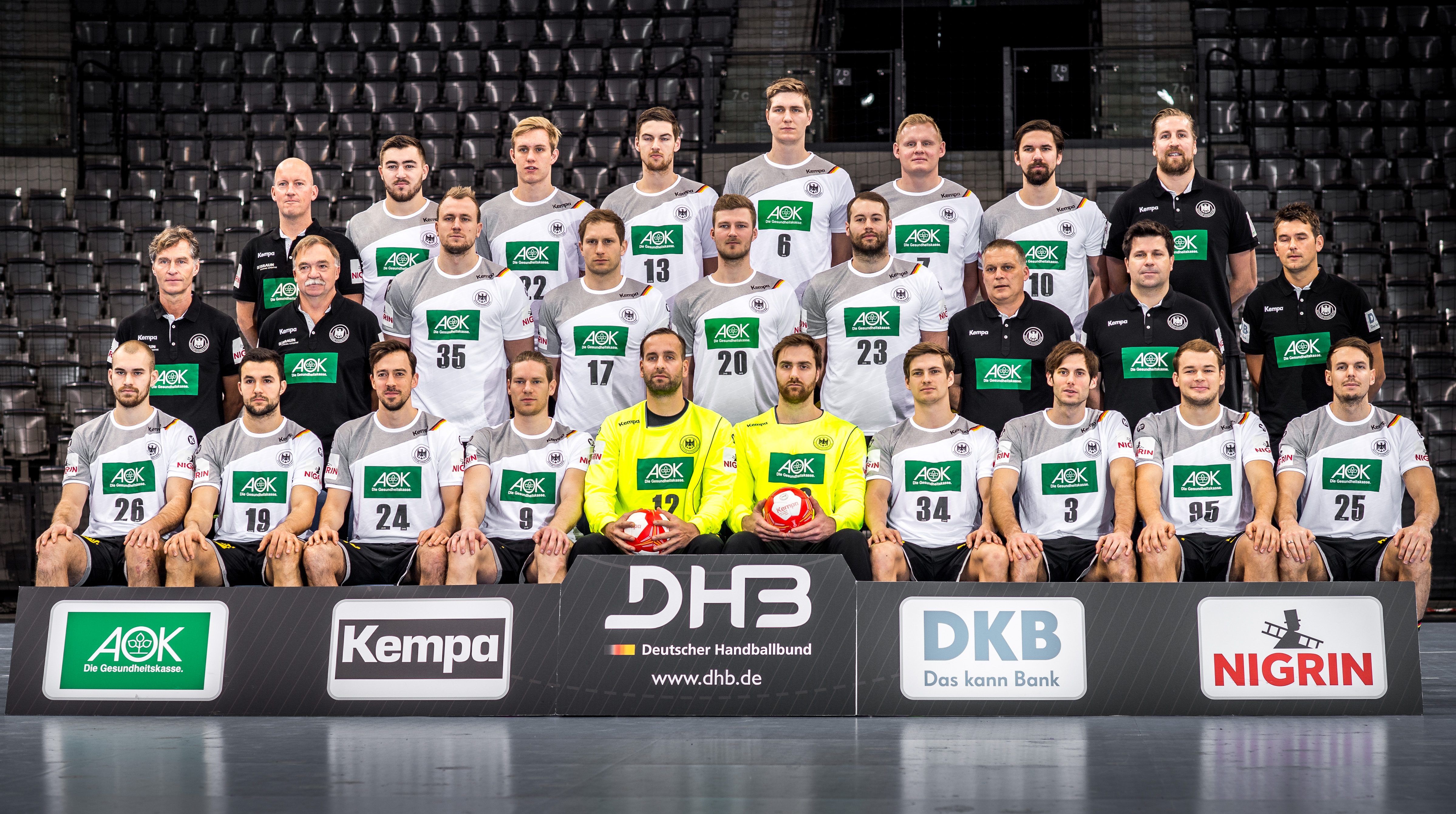
2018